# Arc (journal)
Pour les articles homonymes, voir Arc.
 (février 2015).
Arc est un journal clandestin de la Résistance, diffusé à Paris au début de l'occupation allemande, pendant la Seconde Guerre mondiale.

## Historique
Le journal publie 20 numéros, tirés à 200 ou 300 exemplaires. Les 8 premiers numéros sont parus sous le titre Libre France. 
Les frais sont payés sur la cassette personnelle du rédacteur en chef qui reçoit par ailleurs des fonds d'Ernest Mercier.
Le journal disparaît au début de l'année 1941, à la suite d'une imprudence.

## Équipe
Il est entièrement rédigé par un polytechnicien, ancien professeur de sciences politiques, inspecteur général des finances honoraire, Probus Corréard. Il s'entoure d'un comité de lecture comprenant le secrétaire général de la Confédération des travailleurs chrétiens, Gaston Tessier,  le pasteur Freddy Durrleman (1881-1944) et le colonel Jacques Roux, tué sur le Belvédère (Italie), à la tête du 4e régiment de tirailleurs tunisiens pendant les combats du Mont-Cassin.
Originaire de la droite nationaliste, Probus Corréard affirme vouloir « maintenir l'esprit de Clemenceau », en attendant « le retour d'une vierge inspirée ». Il est disposé à travailler avec les communistes malgré un profond désaccord.

## Sources
- Bibliothèque nationale de France
- Henri Michel : Paris résistant
- Henri Noguères : Histoire de la Résistance en France
- Anne-Marie Boumier : Notre Guerre